# Подсъзнание
Терминът подсъзнание се използва в няколко различни контекста и няма една-единствена или точна дефиниция.
Във всекидневната реч и популярните книги терминът е много често срещан. Той се употребява във връзка с предполагаем „слой“ или „ниво“ на душевно състояние (или/и възприятие) разположени в някакъв смисъл „под“ съзнанието, макар че отново зависимостта на понятието от информационно „житейско психологически“ модели, които остават неясни означава, че точната природа и свойства на този лежащ отдолу „слой“ или не могат да бъдат точно определени или притежават ad hoc качество. В популярния смисъл на думата „подсъзнание“ е равнозначно на несъзнавано, макар че двете не са равнозначни. Идеята за подсъзнанието като мощна или потенциална инстанция позволява термина да стане известен в Ню ейдж и литературата за самопомощ, в които изследването и контролирането на неговото предполагаемо знание или сила се вижда като полезно. Подсъзнанието може още предполагаемо да съдържа (благодарение на влиянието на психоаналитична традиция) различни желания и мисли.

## Подсъзнанието ипсихоанализата
Макар че хората лаици всеобщо допускат, че „подсъзнание“ е психоаналитичен термин, то това не е така. Зигмунд Фройд изрично укорява думата през 1915 г.: „Ние също ще бъдем прави да отречем терминът подсъзнателност като неправилен и заблуждаващ“.. В по-късни публикации неговите възражения са още по-ясни:
| “ | „Ако някой говори за подсъзнателност, не мога да кажа дали има предвид терминът в топографичен смисъл, за да обозначи нещо лежащо под съзнанието, или квалитативно, за да обозначи друго съзнание, скрито, така да се каже. Той вероятно не е наясно с нито едно от двете. Единствената заслужаваща доверие антитеза е между съзнание и несъзнателно.“ | ” |

Така като Чарлс Рикрофт обяснява „подсъзнание“ е термин „никога не е използван в психоаналитичните книги“. И по думите на Питър Гей употребата на подсъзнание, там където се има предвид несъзнавано означава „обща и голяма грешка“; наистина „когато терминът е използван, за да се каже нещо фройдистко, това е доказателство, че писателят не е чел Фройд“.
Собствените термини на Фройд са „das Unbewusste“ (превеждано от преводачите като „Несъзнавано“) и „das Vorbewusste“ („Предсъзнавано“). Разликата е от съществено значение, защото формулировката на Фройд за несъзнаваното е за „динамично“ несъзнавано, „предсъзнателно“ е предимно описателен термин. Съдържанието на несъзнаваното изисква специални техники за неговото разкриване (понеже е потиснато), докато съдържанието на предсъзнаваното е непотиснато и може да бъде възстановено в съзнанието чрез просто насочване на вниманието. Неправилната псевдофройдистка употреба на „подсъзнание“ и „подсъзнателно“ има своя точен еквивалент на немски език, където думите, които са неуместно използвани са „Unterbewusst“ и „Unterbewusstsein“.

## По-нататъшно четене
- Hill, Napoleon. Think and Grow Rich (1937), Chapter XII „The Subconscious Mind“.

- Powell, Robert Charles (1979). „The 'Subliminal' versus the 'Subconscious' in the American Acceptance of Psychoanalysis, 1906 – 1910.“ Journal of the History of the Behavioral Science, 15, 155 – 165.

- Murphy, Joseph Murphy (2001). The Power of Your Subconscious Mind, Bantam Books.

- How to Work Wonders With Your Subconscious Mind by Christian D. Larson, Aware Publishing.

- Everything You Should Know Perhaps Nothing(Dominate Subconscious Mind) by Todd Andrew Rohrer (2009), IUniverse Publishing

- I Unlocked My Subconscious Your Turn(Dominate Subconscious Mind) by Todd Andrew Rohrer (2009), IUniverse Publishing

- Subconscious Demons and Conscious Delights by Todd Andrew Rohrer (2009), IUniverse Publishing